# Czarny pies (folklor)

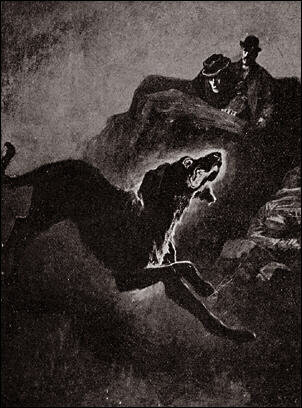
Czarny pies na ilustracji Sidneya Pageta z opowiadania Pies Baskerville’ów autorstwa Arthura Conana Doyle’a

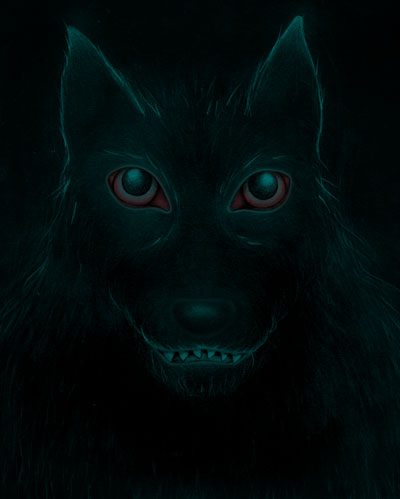
Artystyczna wizja czarnego psa

Czarny pies – nadprzyrodzony, widmowy lub demoniczny pies wywodzący się z angielskiego folkloru, który był również widziany w całej Europie i obu Amerykach. Zwykle jest nienaturalnie duży ze świecącymi na czerwono lub żółto oczami, łączony jest z diabłem i czasami zapowiada śmierć. Kojarzony jest z burzami, skrzyżowaniami dróg łączącymi świat żywych i umarłych, kurhanami, miejscami egzekucji i pradawnymi drogami. Generalnie uważany jest za złowrogiego i nieprzyjaznego, czego przykładem jest Barghest, jednak czasami zachowuje się życzliwie jako pies stróżujący, kierując podróżujących nocą na właściwą drogę lub chroniąc ich przed niebezpieczeństwem.
Chociaż czarny pies wywodzi się z angielskiego folkloru, rozprzestrzenił się również na inne części Wysp Brytyjskich. W Szkocji „Muckle Black Tyke” to czarny pies, który przewodniczy sabatowi czarownic i ma być samym diabłem, a w pobliżu wsi Murthly znajduje się menhir i mówi się, że osoba na tyle odważna, by go przesunąć znajdzie pod nim skrzynię, której pilnuje czarny pies. W Walii odpowiednikiem czarnego psa jest Gwyllgi, przerażająca zjawa mastifa o złowrogim oddechu i płonących czerwonych oczach.

## Pochodzenie
Pochodzenie czarnego psa jest trudne do ustalenia. Nie jest pewne, czy stworzenie pochodzi z celtyckich czy germańskich elementów brytyjskiej kultury. W całej europejskiej mitologii psy były kojarzone ze śmiercią. Przykładami tego są Cwn Annwn (walijski), Garm (nordycki) i Cerber (grecki), z których wszyscy byli w jakiś sposób strażnikami zaświatów. Wydaje się, że to skojarzenie wynika z nawyków psów związanych z poszukiwaniem padliny. Możliwe, że czarny pies jest pozostałością po tych wierzeniach.

## Kultura masowa
Legenda była wielokrotnie przywoływana w kulturze masowej. Jeden z najsłynniejszych upiornych czarnych psów pojawia się w powieści Pies Baskerville’ów autorstwa szkockiego pisarza Arthura Conana Doyle’a. Wielki pies nawiedza rodzinną posiadłość, a detektyw Sherlock Holmes zostaje poproszony o ustalenie, czy pies jest w rzeczywistości prawdziwy, czy nadprzyrodzony.
Innego słynnego upiornego czarnego psa można znaleźć w serii powieści brytyjskiej pisarki J.K. Rowling o Harrym Potterze: Grim, „olbrzymi, upiorny pies, który nawiedza kościelne cmentarze” jest „najgorszym omenem śmierci”, według nauczycielki wróżbiarstwa Sybilli Trelawney.
Opowiadanie z czarnym psem w jednej z głównych ról  można tez odnaleźć w twórczości Neila Gaimana. Opowiadanie Czarny pies zamieszczone w zbiorze Drażliwe tematy jest jednym z sequeli powieści Amerykańscy bogowie.